# Lui Morais
Lui Morais är en pseudonym för Luis Carlos de Morais Junior, en brasiliansk professor och filosof, författare till böcker om filosofi, alkemi, litteratur, xamanism, brasiliansk populärmusik (samba), filmer, förvaltning, utbildning, dövhet och andra frågor.

## Böcker
- Larápio. Rio de Janeiro: Kroart, 2004.
- Pindorama. Rio de Janeiro: Kroart, 2004.
- Crisólogo – O Estudante de Poesia Caetano Veloso. Rio de Janeiro: HP Comunicação, 2004.
- Proteu ou: A Arte das Transmutações – Leituras, Audições e Visões da Obra de Jorge Mautner. Rio de Janeiro: HP Comunicação, 2004.
- Meutaneurônios Atomizados (with Marcus Vinicius de Medeiros). Rio de Janeiro: t.mais.oito, 2008.
- O Olho do Ciclope e os Novos Antropófagos – Antropofagia Cinematótica na Literatura Brasileira. Rio de Janeiro: Quártica, 2009.
- Y e os Hippies (with Eliane Blener). Rio de Janeiro: Quártica, 2009.
- O Estudante do Coração. Rio de Janeiro: Quártica, 2010.
- O Caminho de Pernambuco (with Eliane Blener). Rio de Janeiro: Quártica, 2010.
- Crisopeia (with Eliane Blener). Rio de Janeiro: Quártica, 2010.
- Clone versus Gólem (with Eliane Blener). Rio de Janeiro: Quártica, 2010.
- O Portal do Terceiro Milênio (with Eliane Colchete). Rio de Janeiro: Quártica, 2011.
- Gigante. Rio de Janeiro: Quártica, 2012.
- O Meteorito dos Homens Ab e Surdos. Rio de Janeiro: Quártica, 2011.
- O Sol Nasceu pra Todos – A História Secreta do Samba. With an introduction by Ricardo Cravo Albin. Rio de Janeiro: Litteris, 2011.
- Proteu ou: A Arte das Transmutações – Leituras, Audições e Visões da Obra de Jorge Mautner. Second Edition: revised and expanded. With 10 interviews with Jorge Mautner. Rio de Janeiro: Litteris, 2011.
- Carlos Castaneda e a Fresta entre os Mundos – Vislumbres da Filosofia Ānahuacah no Século XXI. Rio de Janeiro: Litteris, 2012.
- Natureza Viva. Rio de Janeiro: Quártica, 2012.
- Abobrinhas Requintadas – Exquisite Zucchinis (with Eliane Marques Colchete). Rio de Janeiro: Quártica, 2012.
- Eu Sou o Quinto Beatle. Rio de Janeiro: Quártica, 2012.
- O Homem Secreto. Rio de Janeiro: Quártica, 2013.
- Os que ouvem mais que nós (with Carlos Hilton). Rio de Janeiro: Litteris, 2013.
- Rocambole de Carne a Copacabana (with Cláudio Carvalho and Cid Valle). Rio de Janeiro: Litteris, 2013.
- As Vivências Pós-modernas (et alii). Rio de Janeiro: Quártica, 2013.
- O Estudante do Coração – Ensaios Sobre a Arte Pós-Moderna. Second Edition: revised and expanded. Rio de Janeiro: Litteris, 2013.
- Alquimia o Arquimagistério Solar. Alchimia seu Archimagisterium Solis in V libris. Rio de Janeiro: Quártica Premium, 2013.
- Linhas Cruzadas (with Caio Reis Morais et alii). Rio de Janeiro: Quártica, 2014.
- A Formação da Filosofia Contemporânea (with Eliane Marques Colchete). Rio de Janeiro: Litteris, 2014.
- A Autoeducação e o Século 21. Rio de Janeiro: Litteris, 2014.
- Outras Palavras (with Claudio Carvalho). Rio de Janeiro: Litteris, 2014.
- Poesia de Reciclagem. Rio de Janeiro: Litteris, 2014.